# Julius Oeltzen
Julius August Friedrich Christian Oeltzen oder Julius August Friedrich Christian Oelzen (* 21. Juli 1790 in Hannover; † 21. Januar 1867 in Düshorn) war ein deutscher evangelisch-lutherischer Geistlicher.

## Leben
Oeltzen war Sohn des Gerichtshalters Johann Carl Adolph Oeltzen in Hannover und besuchte die Schule in Göttingen. Während der sogenannten „Franzosenzeit“ begann er im Mai 1808 an der Universität Göttingen sein Studium der Theologie und wurde Stifter und Mitglied des Corps Hannovera Göttingen. Im September 1809 wechselte er wegen der Gendarmen-Affäre den Studienort und setzte sein Studium an der Universität Jena fort und wurde dort Mitglied des Corps Saxonia Jena.
Nach seinem Studium wurde er 1813 in seiner Heimatstadt Hannover Inspektor der Hoftöchterschule und – nach der Erhebung des vormaligen Kurfürstentums Braunschweig-Lüneburg zum Königreich Hannover – 1818 zudem Hofkaplan an der Schlosskirche und Pastor-Adjunkt an der Neustädter Hof- und Stadtkirche in der Calenberger Neustadt, wo er 1820 als Pastor das Haus Rothe Reihe 378 bewohnte.
Ebenfalls 1820 wechselte Oeltzen als Pastor an St. Mauritius im Kloster Medingen.

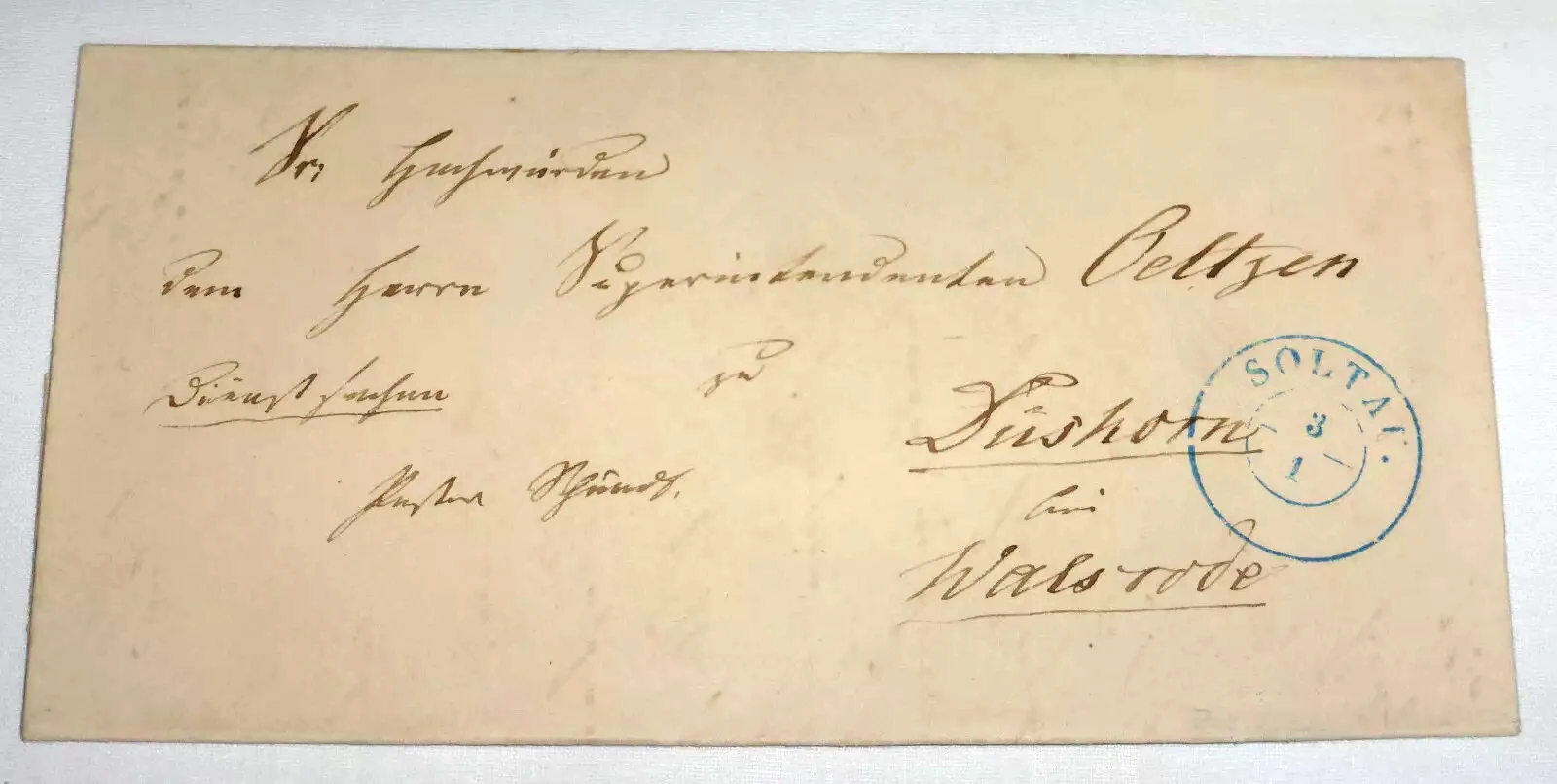
Brief von Soltau an den Superintendenten nach Düshorn

1831 wurde er Superintendent an der St.-Johannis-Kirche in Groß Berkel, und war als solcher bis 1844 unter anderem zuständig für den während der sogenannten Erweckungsbewegung angeklagten Philipp Spitta, den er in Hameln verteidigte. Nach anderer Quelle wechselte Oeltzen bereits 1843 nach Düshorn an die dortige St.-Johannes-der-Täufer-Kirche.